# منتخب قرغيزستان لكأس فيد
منتخب قيرغيزستان لكأس فيد (بالروسية: Сборная Киргизии по теннису в Кубке Федерации)‏ هو ممثل قيرغيزستان الرسمي في كرة المضرب في كأس فيد.